# سفارة آيسلندا في المملكة المتحدة
سفارة آيسلندا في المملكة المتحدة هي أرفع تمثيل دبلوماسي لدولة آيسلندا لدى المملكة المتحدة. تقع السفارة في لندن وهي تهدف لتعزيز المصالح الآيسلندية في المملكة المتحدة.

## وصلات خارجية
- قائمة سفارات آيسلندا
- قائمة السفارات في المملكة المتحدة